# The Morning Star
The Morning Star est un journal britannique de gauche, paraissant depuis 1930. Créé d'abord sous le nom de Daily Worker en 1930, il est jusqu'en 1966 l'organe de presse du Parti communiste de Grande-Bretagne, puis est relancé sous le titre The Morning Star en 1966, restant sous influence communiste.
Il publie au format tabloïd.

## Historique
Le journal est créé sous le nom de Daily Worker et paraît pour la première fois le 1er janvier 1930, après avoir été imaginé à la fin de l'année 1929. Il est directement affilié au Parti communiste de Grande-Bretagne et William Rust, membre du parti et militant de la cause féministe, âgé de 27 ans et issu des classes populaires, en devient le premier rédacteur en chef. Après un an d'emprisonnement, il quitte ce poste en 1932, pour devenir représentant du PCGB à Moscou et promouvoir la publication à Barcelone. Il revient en 1939 ; le journal est alors tiré à 40 000 exemplaires les jours de semaine et 80 000.
Durant la Seconde Guerre mondiale, le journal se vend à 100 000 exemplaires par jour environ, et revendique toucher un public cinq fois plus important encore. William Rust souhaite atteindre un public encore plus large et fait déménager le siège du journal à Farringdon Road, dans la Cité de Londres, où les premiers exemplaires sont imprimés en 1948. Quelques mois seulement après le déménagement, William Rust meurt et Johnny Campbell prend sa place, lui rendant hommage comme « le plus grand rédacteur en chef de l'histoire de la classe ouvrière britannique ».  
En 1966, le journal prend le nom de The Morning Star et est subordonné au Parti communiste de l'Union soviétique, financièrement et politiquement. En tant que tel, il est impliqué dans les crises internes au PCGB, qui voient la scission entre les dirigeants eurocommunistes et les membres de l'équipe et soutiens du Morning Star, désignés comme des « tankies » par les premiers, aboutissant à la création par ces derniers du Parti communiste britannique. Le PCB reprend la direction du journal et celui-ci continue à suivre la ligne du Kremlin, malgré l'effondrement progressif de l'URSS. Il reprend notamment les mots du gouvernement est-allemand au lendemain de la chute du mur de Berlin. 
Mikhaïl Gorbatchev met fin au partenariat avec le Morning Star en 1992. La ligne éditoriale s'ouvre ensuite à « un spectre beaucoup plus large de la gauche », mais le média reste lié au PCB. Dans les années 1990, un manque de nouveaux employés précipite l'arrivée brutale d'une nouvelle génération. En 2005, le journal tire à un peu plus de 13 000 exemplaires. Il accueille dans ses colonnes des rédacteurs comme Ken Livingstone, George Galloway et Jeremy Corbyn. En 2008, la salle de rédaction est détruite dans un incendie, qui se déclenche à l'intérieur du système de climatisation. En mai 2015, Ben Chacko, un diplômé de l'université d'Oxford parlant mandarin, est nommé rédacteur en chef, à seulement 31 ans. Malgré cela, la situation reste critique pour le journal, dont les ventes baissent encore de 5 %, avec seulement 13 000 exemplaires tirés. Une politique de relance est cependant amorcée, avec la création de comptes sur les principaux réseaux sociaux. 

## Ligne éditoriale
Le journal traite des nouvelles sportives et du programme télévisé mais son contenu reste centré sur les activités syndicales et les actualités internationales. Pour New Statesman, il « couvre les conflits du travail, les manifestations contre l'austérité et les affaires internationales dans un style tabloïd dynamique et populiste ». Les liens du journal avec le Parti communiste britannique restent importants, bien que des « non-communistes » soient présents dans le comité de direction ; le parti récuse toute influence exercée sur la ligne éditoriale du journal. The Morning Star est soutenu par Jeremy Corbyn et Frances O'Grady. Le 20 juin 2015, un groupe de collaborateurs du journal participe à une manifestation contre la politique d'austérité du Royaume-Uni. 
Sur le plan international, il s'oppose à la guerre d'Irak à partir de 2003. Plus généralement, il continue, longtemps après la fin des régimes communistes, à suivre un « stalinisme borné », selon le rédacteur en chef du journal socialiste Tribune. Cela l'amène, selon le journaliste, à « s'opposer à tout ce que les puissances occidentales soutiennent — mais surtout les États-Unis » et à « soutenir Poutine, le Hamas, Assad et beaucoup d'autres véritables méchants ». Ses positions sur l'Ukraine, notamment, sont qualifiées de « honte malhonnête pro-Poutine » par un blogueur socialiste, qui pointe aussi son euroscepticisme, qui le « plonge dans les profondeurs du nationalisme réactionnaire de la Petite Angleterre ». 
The Morning Star se désigne lui-même comme « le seul quotidien socialiste de langue anglaise au monde ». Pour Ben Chacko, il s'adresse à toute la classe ouvrière, tous ceux obligés de « vendre leur temps » en échange d'un salaire, ce qui inclut selon lui 80 à 90 % des Britanniques. Il affirme également ne pas avoir de « sympathie » pour le gouvernement russe mais déclare être un « grand fan » de la Chine communiste.

## Modèle économique
À partir de 1966, le journal est financé par l'URSS, qui lui octroie 3 000 £ par mois et lui achète 12 000 copies par jour, mais Gorbatchev met fin à cet accord en 1992. Après la chute de l'Union soviétique, The Morning Star est financé par ses lecteurs, grâce à une méthode de financement participatif qui permet à la rédaction de récolter 16 000 £ par mois. Il reste cependant confronté à d'importantes difficultés de trésorerie, « quasi-permanentes », qui sont en partie comblées par la publicité. Celle-ci reste une faible source de revenus car les annonces publiées émanent surtout des organisations syndicales. Ben Chacko estime cependant que l'absence de riche propriétaire est un avantage pour le journal, car la concentration des médias entre les mains d'un faible nombre de personnes « fausse la presse ».
La société éditant le journal, appelée People’s Press Printing Society, est dirigée par un comité dont font partie des représentants de neuf syndicats britanniques, qui contribuent chacun à hauteur de 20 000 £ au financement de la publication. The Morning Star publie au format tabloïd.